# 列夫·鲁德涅夫
列夫·弗拉基米罗维奇·鲁德涅夫（俄语：Лев Владимирович Ру́днев，1885年3月13日—1956年11月19日）
是一位苏联的建筑师，也是斯大林式建筑领先的实践者。

## 简介
鲁德涅夫出生于大诺夫哥罗德（一说为奥波奇卡）的一户教师家庭。1890年，鲁德涅夫全家搬到里加。从里加实科学校（现里加国立第一高级中学）毕业后，鲁德涅夫于1906年进入圣彼得堡的帝国艺术学院深造。在此期间他师从里昂·伯努瓦学习绘画，师从伊万·福明学习建筑。从1911年起，鲁德涅夫就获得了多场建筑设计比赛的胜利，并于1915年认证成为建筑设计的专家。
1917年3月，鲁德涅夫赢得了为二月革命牺牲者在彼得格勒的战神广场设立纪念碑的设计比赛，广场上前卫的纪念碑就根据鲁德涅夫的设计建造并落成。
第二次世界大战结束后，鲁德涅夫积极参与到沃罗涅日、斯大林格勒、里加、莫斯科等城市的战后重建工作中。
1922年至1948年，列夫·鲁德涅夫担任列宁格勒列宾美术学院（原帝国艺术学院）的教授。1948年至1952年鲁德涅夫担任莫斯科建筑学院的教授，同时也是苏联建筑学院的正式成员。
列夫·鲁德涅夫于1956年11月19日在莫斯科逝世，被安葬在新圣女公墓。

## 建筑作品
列夫·鲁德涅夫创作了苏联的许多大型建筑项目，莫斯科国立大学主楼是他最为人所知的作品，因此他于1949年获赠斯大林奖。
- 莫斯科伏龙芝军事学院（1939）
- 沙波什尼科夫街政府建筑（1934–1938）
- 伏龙芝堤岸政府建筑（现俄罗斯国防部主楼（英语：Main Building of the Ministry of Defense (Russia)））（1938–1955）
- 莫斯科国立大学主楼（1949–1953）
- 巴库阿塞拜疆苏维埃社会主义共和国政府宫（英语：Government House, Baku）（1952年完工）
- 波兰华沙科学文化宫 （1952–1955）[4]
- 里加拉脱维亚科学院大楼（1953–1956）

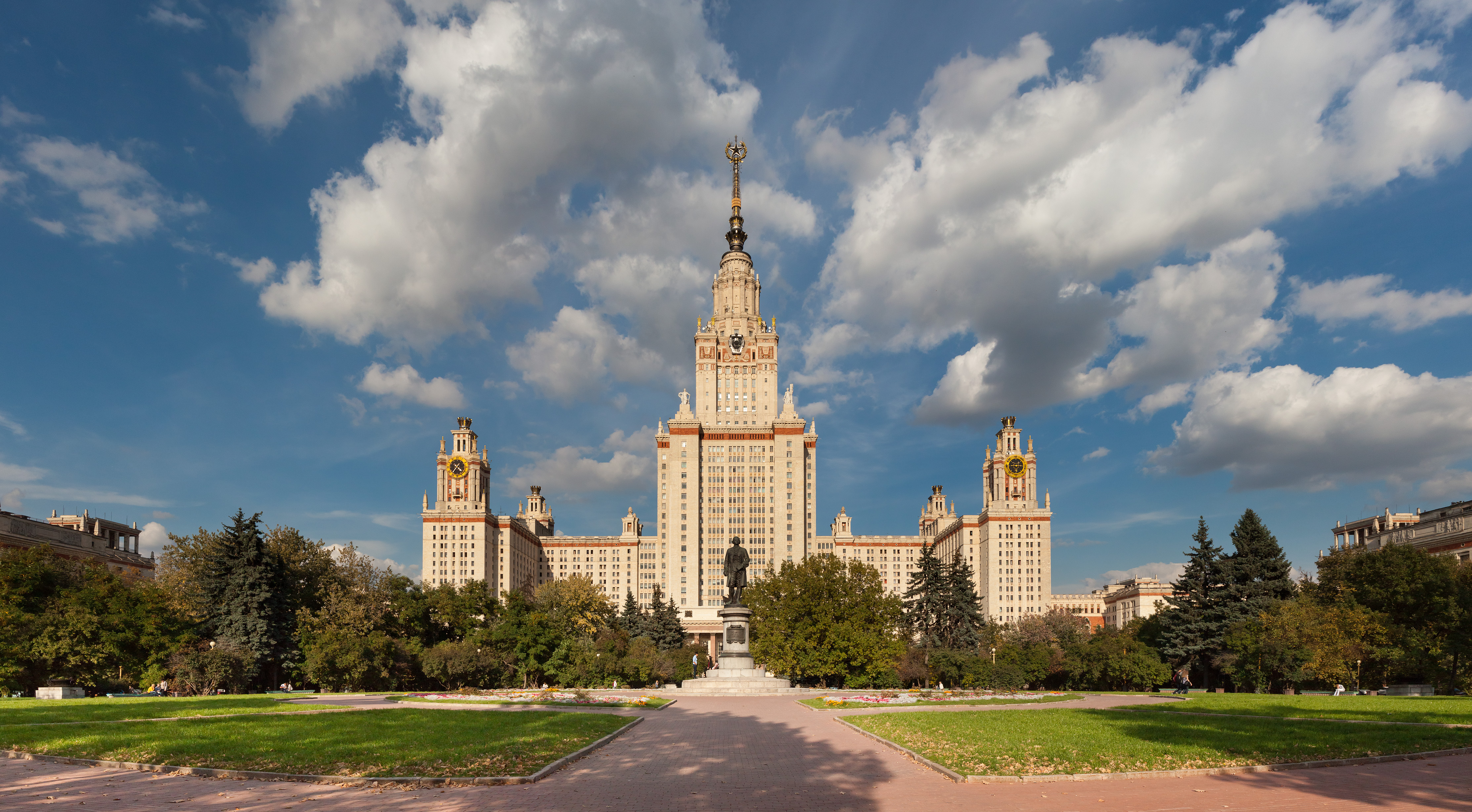
位于麻雀山的莫斯科国立大学主楼
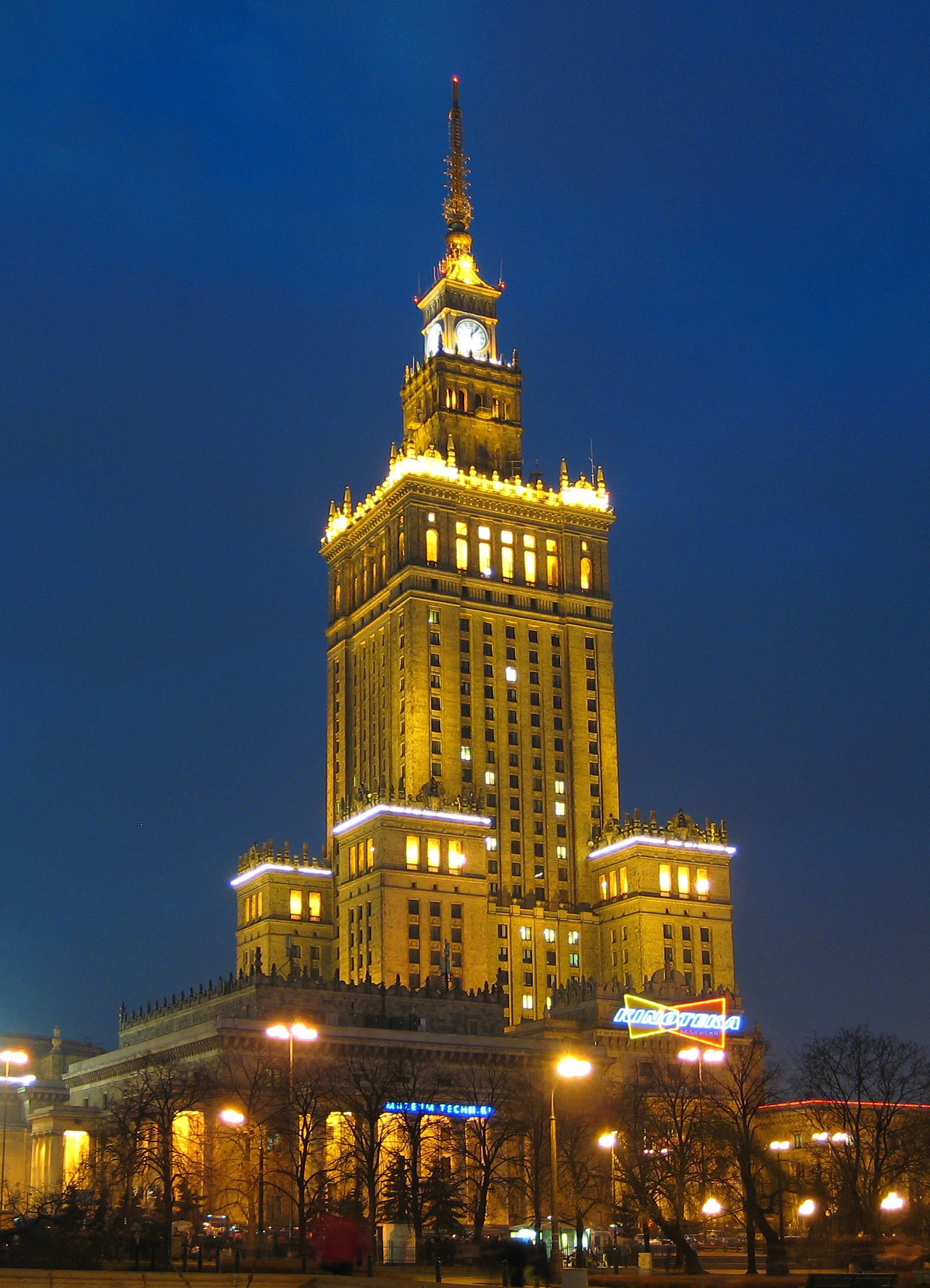
位于波兰华沙的科学文化宫
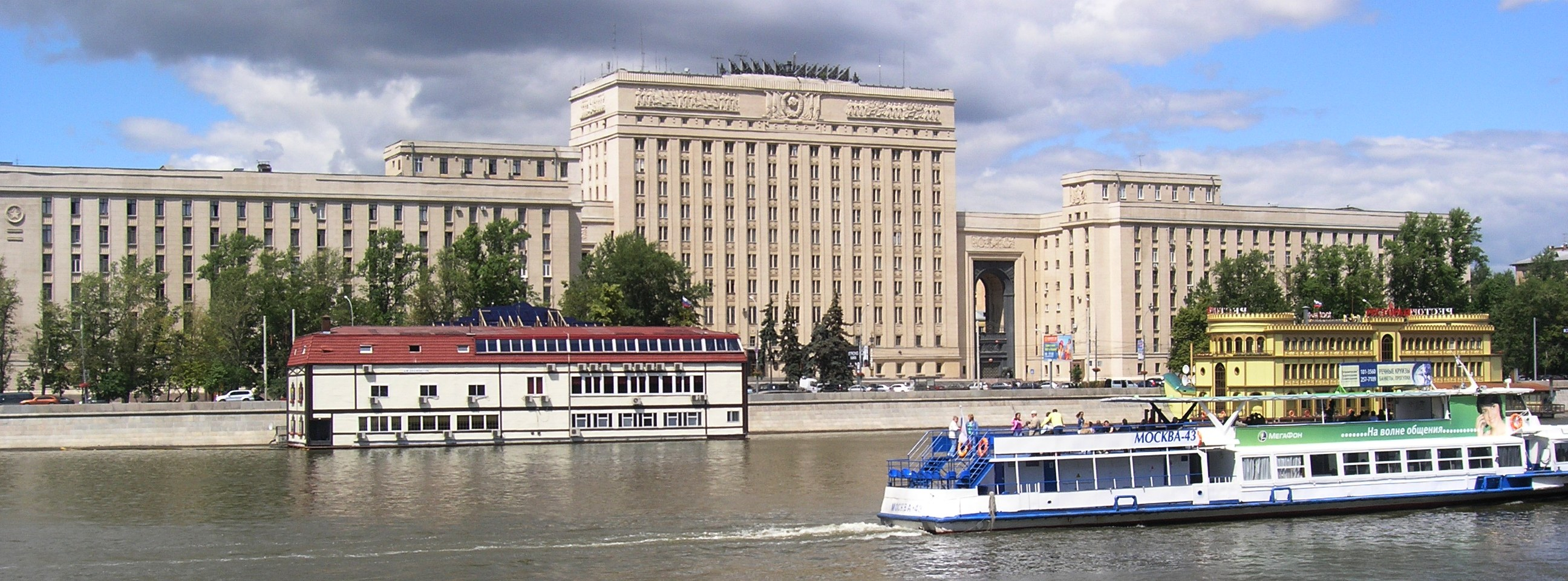
俄罗斯国防部主楼（英语：Main Building of the Ministry of Defense (Russia)）